# Kedves ellenségem (film)
A Kedves ellenségem (eredeti cím: Enemy Mine) 1985-ben bemutatott amerikai–nyugatnémet sci-fi akció-filmdráma, melyet Wolfgang Petersen rendezett. A forgatókönyvet Edward Khmara írta, Barry B. Longyear amerikai író azonos című fantasztikus novellája alapján. A film zenéjét Maurice Jarre szerezte. A főbb szerepekben Dennis Quaid és Louis Gossett Jr. látható.
Az Amerikai Egyesült Államokban 1985. december 20-án mutatta be a 20th Century Fox. Magyarországon 1991. február 21-én került mozikba.

## Cselekmény
A 21. század végén járunk. Az emberiség nem állt többé háborúban egymással, ehelyett egyesült erővel dolgoztak azon, hogy felderítsék és gyarmatosítsák a világűr távoli pontjait. Az embereken kívül egy másik nem emberi faj az úgynevezett Dracok, maguknak követelték a galaxis néhány gazdagabb csillagrendszerének birtokjogát, de ezt az emberiség nem hagyta szó nélkül, ezért háború tört ki közöttük, és ezúttal az űr lett a csatatér.
Az emberek nagy része sok-sok fényévnyire élt a Földtől egy űrerődítményben. Egy nap néhány Drac vadász, támadást indított az erőd ellen, ezért egy kisebb raj BTA (Bilateral Terran Alliance, azaz Kétoldalú Földi Szövetség) vadász ellentámadást indított a támadók ellen. A csata során egy tapasztalt BTA pilóta, Willis E. Davidge (Dennis Quaid), üldözőbe vesz egy Drac vadászt. A hajsza során Davidge kilövi az ellenséges űrhajót, de azt tovább üldözi egészen a Fyrine IV bolygó légkörébe. Ez a bolygó ezidáig felderítetlen volt a BTA számára. A kilőtt Drac vadász gépe összeütközik Davidge gépével, azután hogy a Drac pilóta katapultált.
A becsapódás során Davidge másodpilótája Joey Wooster (Lance Kerwin) súlyosan megsérül, és meghal. Davidge emberhez méltó módon eltemeti társát, majd útnak indul felfedezni, a sziklákkal borított környéket annak tudatában, hogy a katapultált Drac valahol a közelben lehet. A távolban látja a lezuhant Drac űrhajó roncsa által kibocsátott füstöt.
Hamarosan meg is érkezik a roncshoz, és észreveszi hogy a lezuhant gépnek szivárog az üzemanyaga. Davidge ekkor csobbanást hall, ezért kideríti a zaj forrását. Elér egy meteor vájta kis kráterhez, melynek közepén egy kis tó van. A tó partján megpillantja a katapultált kapszulát mellette a tóból kimászó különös lényt. Davidge közelebb merészkedik, ám egy óvatlan lépés miatt a pisztolya beleesik a tóba, felkeltve ezzel az idegen pilóta figyelmét. Kis idő múlva vihar kezd tombolni a bolygón, aminek hatására a lény beleveti magát a vízbe és eltűnik. Davidge ezt kihasználva a korábban észrevett szivárgó üzemanyagot a tóba önti, hogy lángokba borítsa a tavat a lénnyel együtt.
Miközben a tó lángokban áll, Davidge megkísérli elvenni a lény fegyverét, de ez balul sül el, mert a kapszula elektromos védelmi rendszere, majdnem halálra sokkolja Davidge-ot. Ezt követően Davidge megpillantja a különös pilótát. A Drac pilóta egy hüllőszerű idegen lény, akit Davidge gúnyosan csak varangypofának hív. A Drac hadifogolyként kezeli Davidge-ot, ezért megkötözi és figyeli. Hamarosan be is mutatkoznak egymásnak, még ha nem is értik egymás nyelvét. A Drac neve, Jeriba Shigan (Louis Gossett Jr.) mely után Davidge Jerry-nek kereszteli el őt. Mindketten lepihennek, de egy furcsa égi morajlást követően meteoreső zúdul a környékre, mely fedezékbe kényszeríti őket.
A meteorzápor abbamaradása után, Davidge kihasználja az időt amíg Jerry alszik, és megpróbál valami ételt elszedni tőle. Jerry azonnal lefüleli, ami után vitatkozni kezdenek. Davidge azt javasolja Jerry-nek, hogy keresniük kell jobb fedezéket, egy esetleges következő meteorzápor ellen. Jerry látszólag beleegyezik, ezért elindulnak hogy jobb helyet keressenek. Lassan mindketten ráébrednek arra, hogy össze kell tartaniuk ahhoz, hogy helyzetüket jobbá tegyék. Davidge azt mondja Jerry-nek, hogy építeniük kell egy menedékhelyet, hogy megvédje őket, ha újra meteoreső sújtaná őket! A ház, amit Davidge épített, nem látszik valami stabilnak, ezért azonnal összedől. Jerry kineveti őt. Sajnálatosan továbbra is a szabad ég alatt kell tölteniük az időt, amit egymás nyelvének tanításával töltenek.
Davidge élelmet keresve meglát egy őshonos teknősszerű lényt, amely menekülőre fogja. Davidge üldözőbe veszi, de egy nagy farönk mögött beleesik egy tölcsérszerű, futóhomokkal teli verembe melyből egy kígyószerű lény emelkedik ki. A lény elragadja Davidge lábát, aki erre Jerry segítségéért kiabál. Jerry azonnal a segítségére siet, és az utolsó pillanatban sikerül őt megmentenie. Miközben Jerry ellátja Davidge sebeit, Davidge rájön hogy a teknősszerű lény páncéljából kiváló tetőt tudnak építeni a házra ami ellenállhat a meteoresőnek! Mostanra már igen jó barátság alakult ki közöttük. Davidge arra kéri Jerryt, hogy tanítsa meg őt az ősi Drac nyelvre! Jerry először visszakozik, de azután rászánja magát hogy megtanítja, ezért Jerry neki ajándékozza a Talmonnak nevezett könyvet, ami Drac nyelven íródott, és a hagyomány szerint a könyvet neki kell adnia a tanítványának. Jerry elmondja hogy a Talmon a nagy tanító Shismar szavai alapján íródott.
Teltek a hónapok és ez idő alatt szinte teljesen elsajátították egymás nyelvét. Egy újabb meteoreső alkalmával Davidge és Jerry a szabadból a menedék adta kunyhóba rohannak, de Jerry elesik és lemarad. Mire beérnek összevesznek azon, hogy Jerry ellustult és kövér. Davidge nem talál más választást minthogy elinduljon segítséget keresni. Jerry nem tart vele mondván hogy ez csak Davidge álmai, és ez őt nem érdekli! Davidge közli Jerry-vel, ha talál segítséget, akkor visszajön érte. Hosszas gyaloglás után, rátalál egy elhagyott bányatelepre, melyet a dögkeselyűknek nevezett rabszolgatartó csoport hagytak maguk után. A dögkeselyűk emberek voltak, akik kalózbányászattal foglalkoztak, és erre Dracokat hurcoltak el, hogy azután velük végeztessék az ércbányászatot. Hamarosan Davidge visszatér Jerry-hez, és elmondja neki hogy semmit sem talált odakinn. Jerry elárulja hogy utódot vár. Davidge először nem érti, hogy hogyan is lehetséges ez. Jerry kifejti hogy ez a Dracok-nál máshogyan működik mint az emberek esetében. Egyik éjjel a veremben élő szörny az otthonukban rátámad Jerry-re, de Davidge megmenti őt.
Egy közeli barlangban lelnek menedékre. Jerry már érzi, ezért elmondja Davidge-nak, hogy közeleg az idő. Azt is elmondja hogy a Drac hagyomány szerint, az öt nemzetiség név szerint Zammis (Bumper Robinson) a következő utód neve, és akivel később ott kell állniuk a Szent Dracon tanács előtt, hogy Zammis be tudjon lépni a Dracok társadalmába. Jerry egyre rosszabbul lesz, és mivel sejti, hogy lehet nem fogja túlélni  Zammis világra jövetelét, megígérteti Davidge-val, hogy vigye el ő személyesen Zammist a tanács elé. Davidge megígéri barátjának, és ezután Jerry rövidesen meghal, de előtte még elmondja hogyan segítse világra Zammist. Megszületik a kicsi Drac, de Davidge semmit sem tud a Dracok neveléséről.
Zammis hihetetlen gyorsasággal cseperedik, gyorsabban mint az ember gyerekek. Zammis bácsikájának szólitja Davidge-ot. Elmagyarázza Zammisnak, hogy mennyi mindenben is különböznek az emberek a Dracok-tól. Röviddel ezután hatalmas zaj zavarja meg beszélgetésüket, melyet egy különös űrhajó érkezése követ. Davidge azonnal elrohan hogy kiderítse az űrhajó mivoltát, de Zammis a barlangban marad! Hamarosan kiderül, hogy az ismeretlen űrhajó, a dögkeselyűk űrhajója, Drac rabszolgákkal megtelve.
Zammis egyik nap hirtelen eltűnik, de Davidge utána ered hogy megkeresse. Rá is lel, de előtte még a bányatelep két vezetője talál rá. Davidge megöli az egyiküket, de a másikuk lelövi őt, és legurul a szikláról. A telepvezetőt Stubbs-nak (Brion James) hívják. Zammist Stubbs rabul ejti, és magával viszi. Davidge élettelen testét észreveszi egy BTA járőr egység. Visszaviszik őt az állomásra, és a temetési ceremónia során kiderül hogy Davidge életben maradt. Azonnal a gyengélkedőbe viszik, ahol volt társai figyelik őt. Rövidesen felépül és elhatározza hogy visszamegy a Fyrine IV-re hogy kiszabadítsa Zammist. Találkozik régi társaival akik megtiltják neki a repülést, de őt csak Zammis kiszabadítása foglalkoztatja. A hangárban lévő ügyeletes tiszt, engedély hiányában nem engedi repülni Davidge-ot, aki a figyelmeztetést figyelmen kívül hagyva tör ki az állomás hangárjából. Visszatér a telepre, hogy rátaláljon Zammis-ra.
A telep bányájában találkozik egy csoport rabszolga munkára kényszerített Drac-al. Megkérdezi tőlük hogy ismeri, vagy látta-e valaki Zammist. Egy őr munkára noszogatja a Drac munkásokat, de Davidge közbelép és megöli őt. Egy idős Drac elmondja hogy ismeri Zammist, és hogy ha még életben is van akkor az űrhajó mélyén lehet! Davidge összetűzésbe kerül néhány őrrel, ami után rátalál Zammisra. Habár gyenge is de még életben van. Stubbs, azonnal rájuk akad és egyből felismeri Davidge-ot, hogy ő volt az akit lelőtt és az is kiderült, hogy Stubbs öccse volt a másik telepvezető akit Davidge megölt. Foglyul ejtik őket de Davidge kiszabadul leütve két őrt ami után Zammis megmentésére siet. Miután Davidge végzett néhány dögkeselyűvel, rátalál Stubbs-ra, aki azzal fenyegetőzik hogy beledobja Zammist az izzó ércbe.
Mindeközben a Drac munkások elindulnak a kivezető úton és Davidge társai is közelednek az állomásról. Stubbs beledobja Zammist egy üres ércszállító csillébe. Egy rövid kézitusa után Stubbs kerekedik felül, és le akarja lőni Davidge-ot és Zammist, de az idős Drac az utolsó pillanatban lelövi Stubbst az egyik halott őrtől elvett puskával. Zammis megmenekül és a telep rabszolgáit is felszabadítják. Davidge a barátjának Jerry-nek, megfogadott ígéretét betartva, elvitte Zammist a Szent Dracon tanács elé felsorolva nemzetségük neveit, ezzel beléptetve őt a Dracok társadalmába.

## Szereplők
| Színész           | Szerep                 | Magyar hang          |
| ----------------- | ---------------------- | -------------------- |
| Dennis Quaid      | Willis "Will" Davidge  | Hegedűs D. Géza      |
| Louis Gossett Jr. | Jereeba "Jerry" Shigan | Szabó Sipos Barnabás |
| Brion James       | Stubbs                 | Vass Gábor           |
| Richard Marcus    | Arnold                 | Szokolay Ottó        |
| Carolyn McCormick | Morse                  | Andresz Kati         |
| Bumper Robinson   | Zammis                 | Simonyi Balázs       |
| Jim Mapp          | Öreg Drac rabszolga    | Antal László         |
| Lance Kerwin      | Joey Wooster           | Kerekes József       |
| Scott Kraft       | Jonathan               | Balázsi Gyula        |
| Lou Michaels      | Wilson                 |                      |
| Andy Geer         | Bates                  |                      |
| Henry Stolow      | Cates                  | Varga T. József      |
| Herb Andress      | Hopper                 | Láng József          |